# Rio Chechişel
O Rio Chechişel é um rio da Romênia, afluente do Lăpuş, localizado no distrito de Maramureş.